# Human Bloom
Human Bloom (Japonés: 人間開花;  Hepburn:Ningen Kaika?)  , es el octavo álbum de estudio de la agrupación de rock japonesa Radwimps.

## Listado de pista
| N.º   | Título                             | Duración |  |
| 1.    | «Lights go out»                    | 2:58     |  |
| 2.    | «Hikari»                           | 4:01     |  |
| 3.    | «Aadaakoodaa»                      | 3:07     |  |
| 4.    | «One Spring Day»                   | 5:37     |  |
| 5.    | «Zenzenzense » (versión original.) | 4:02     |  |
| 6.    | «'I' Novel»                        | 5:58     |  |
| 7.    | «Listen To It When It's Raining»   | 5:41     |  |
| 8.    | «Weekly Shounen Jump»              | 5:51     |  |
| 9.    | «Stick Figure»                     | 4:43     |  |
| 10.   | «Kigou To Shite»                   | 5:15     |  |
| 11.   | «Human Shaped Constellation»       | 4:21     |  |
| 12.   | «Sparkle» (versión original.)      | 6:50     |  |
| 13.   | «Bring me the morning»             | 0:55     |  |
| 14.   | «O&O»                              | 4:38     |  |
| 15.   | «Confession»                       | 6:41     |  |
| 60:10 |                                    |          |  |